# 穆贡-托里涅
穆贡-托里涅（法語：Mougon-Thorigné，法語發音：[muɡɔ̃ tɔʁiɲe]）是法国德塞夫勒省的一个曾短暂存在过的市镇，属于尼奥尔区。穆贡-托里涅于2017年由原市镇穆贡和托里涅合并而成。2019年，穆贡-托里涅与临近的2个市镇合并为新市镇艾贡迪涅。

## 地理
穆贡-托里涅（46°17'41.01"N, 0°17'10.00"W）面积39.55 平方千米，位于法国新阿基坦大区德塞夫勒省，该省份为法国西部内陆省份，北起曼恩-卢瓦尔省，西接旺代省，南至夏朗德省和滨海夏朗德省，东临维埃纳省。
穆贡-托里涅的时区为UTC+01:00、UTC+02:00（夏令时）。

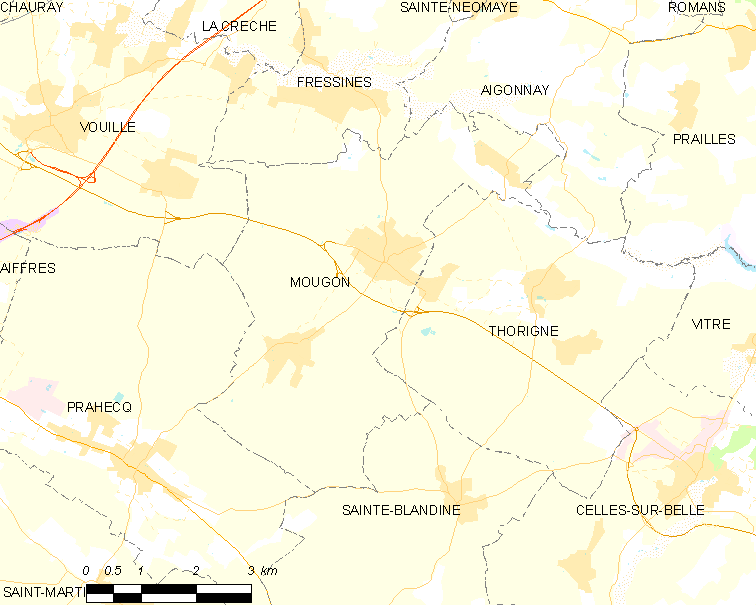
穆贡-托里涅的OSM定位图

## 行政
穆贡-托里涅的邮政编码为79370，INSEE市镇编码为79185。

## 政治
穆贡-托里涅所属的省级选区为贝勒河畔塞勒县。

## 人口
穆贡-托里涅于2015时的人口数量为3417人。